# Achuapa
Achuapa é um município da Nicarágua, situado no departamento de León. Tem 416 km² de área e sua população em 2020 foi estimada em 14.886 habitantes.